# Johann Grensin
Johann Grensin, auch Grentzin (* in Lübeck; † August 1625) war ein deutscher Jurist und Ratssekretär der Hansestadt Lübeck.

## Leben
Johann Grensin war Sohn des Lübecker Ratsherrn Gerd Grensin († 1610). Seine Ausbildungsstationen sind bislang nicht erforscht; 1597 ist er als Respondent in Straßburg nachgewiesen. Er war längere Zeit juristisch („sollicitierend“) am kaiserlichen Hof in Prag tätig und bekam auf Fürsprache seines Vaters um Ostern 1609 die Bestallung als Ratssekretär der Hansestadt Lübeck. Friedrich Bruns zitiert zur Beendigung seiner Tätigkeit als Ratssekretär im Jahr 1612 aus dem Lübecker Bürgermeisterbuch: „Anno 1612 jegen Ostern hat Johannes Grensin aus allerhand Ursachen seinen Secretariatsdienst verlassen.“ Den Todesmonat teilte Jacob von Melle mit.